# Bađinec
Bađinec is een plaats in de gemeente Dubrava in de Kroatische provincie Zagreb. De plaats telt 173 inwoners (2001).